# Bessie Rayner Parkes
Elizabeth "Bessie" Rayner Belloc, född Parkes 16 juni 1829 i Birmingham, död 23 mars 1925 i Slindon, Sussex, var en brittisk feminist.
Parkes, som tillhörde Langham Place Group, samarbetade och reste ofta tillsammans med Barbara Bodichon. Hon ivrade för högre utbildning för kvinnor och deltog i grundandet av Society for Promoting the Employment of Women. År 1858 köpte hon, på förslag av Anna Brownell Jameson, en mindre tidskrift och omvandlade denna till English Woman's Journal, vilken var den första i sitt slag och blev ett viktigt organ för kvinnorörelsen.